# César Chávez

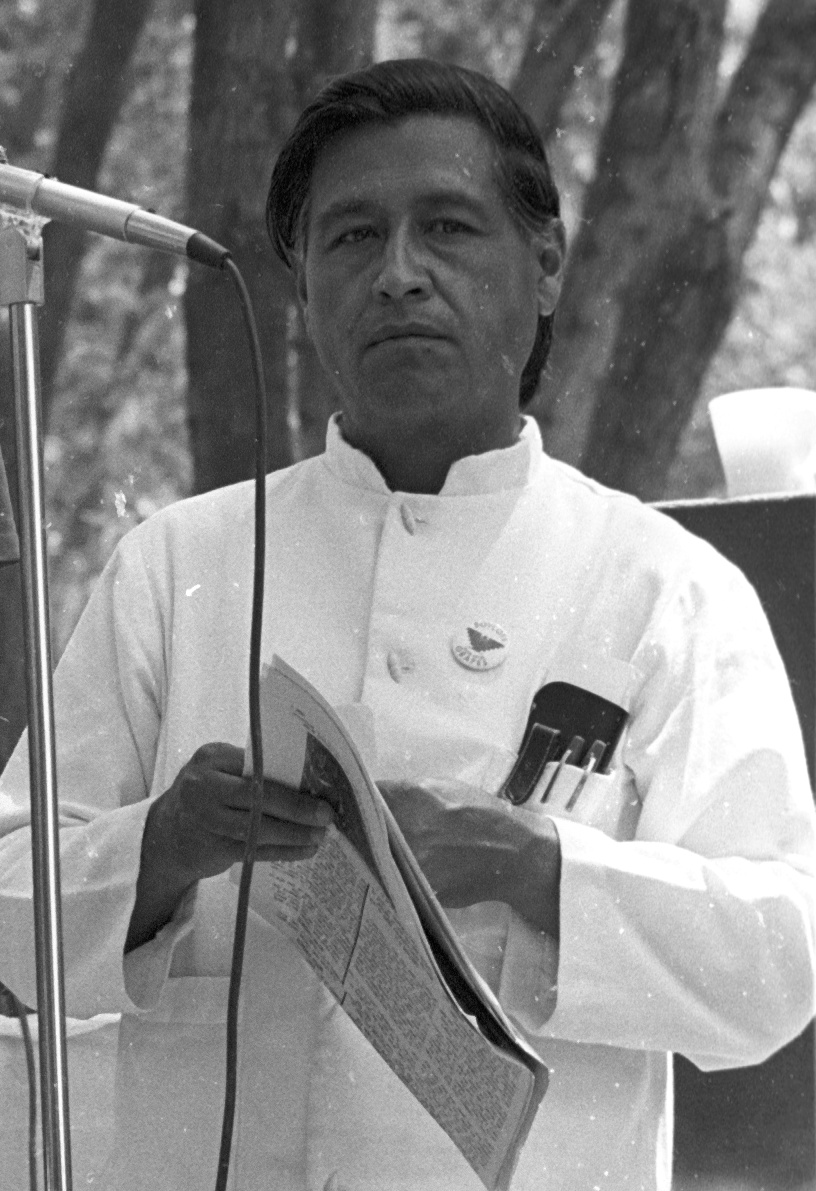
César Chávez in 1974.

César Estrada Chávez (Yuma, 31 maart 1927 – San Luis, 23 april 1993) was een Amerikaans vakbondsleider en burgerrechtenactivist van Mexicaans-Amerikaans origine. Hij richtte samen met Dolores Huerta de National Farm Workers Association op, de latere United Farm Workers (UFW).

## Leven en werk
Chávez werd geboren als tweede van vijf kinderen in een familie van kleine landbouwers uit Arizona. In 1939 verkocht de familie hun boerderij om schulden af te kunnen betalen, waarna zij in Arizona en Californië als dagloners hun brood moesten verdienen. Chávez bezocht verschillende scholen maar studeerde niet af. In 1944 sloot hij zich aan bij de Amerikaanse marine. In 1948 keerde hij terug naar Californië om Helen Fabela te huwen. Het paar streek neer in Delano en kreeg acht kinderen.
Chávez raakte betrokken in verschillende sociale organisaties en spoorde Mexicaanse Amerikanen aan om hun positie te verbeteren en te strijden voor politieke rechten. In 1962 richtte hij de National Farm Workers Association (NFWA) op. De NFWA raakte voor het eerst landelijk in de bekendheid wegens de druivenstaking van Delano, die zich snel over Californië verspreidde. Duizenden druivenplukkers, meestal immigranten, legden het werk meer dan vijf jaar lang stil, zodat de werkgevers uiteindelijk toegaven en beloofden om voortaan het minimumloon te betalen.
In de volgende jaren leidde Chávez steeds meer protesten en stakingen. Hij werd het symbool voor het Mexicaans-Amerikaanse gedeelte van de burgerrechtenbeweging. Chávez ontleende zijn inspiratie aan Mahatma Gandhi en Martin Luther King. In zijn latere jaren zette hij zich ook in tegen het gebruik van pesticiden en voor dierenrechten. Chávez stief in 1993 een natuurlijke dood. Nog enkele maanden voor zijn dood leidde hij een protestdemonstratie waar tienduizenden aan deelnamen.
Chávez ontving tijdens zijn leven verschillende onderscheidingen, waaronder de Pacem in Terris Award in 1992 en de Presidential Medal of Freedom (postuum) in 1994. Chávez' geboortedag (Cesar Chavez Day) is in verschillende Amerikaanse staten een officiële feestdag. In 2012 richtte president Barack Obama het Cesar E. Chavez National Monument op in Kern County (Californië). Die site omvat Chávez' woonst van in de vroege jaren 70 tot zijn dood, zijn begraafplaats en de hoofdzetel van de United Farm Workers.